# Mannheimer Maler

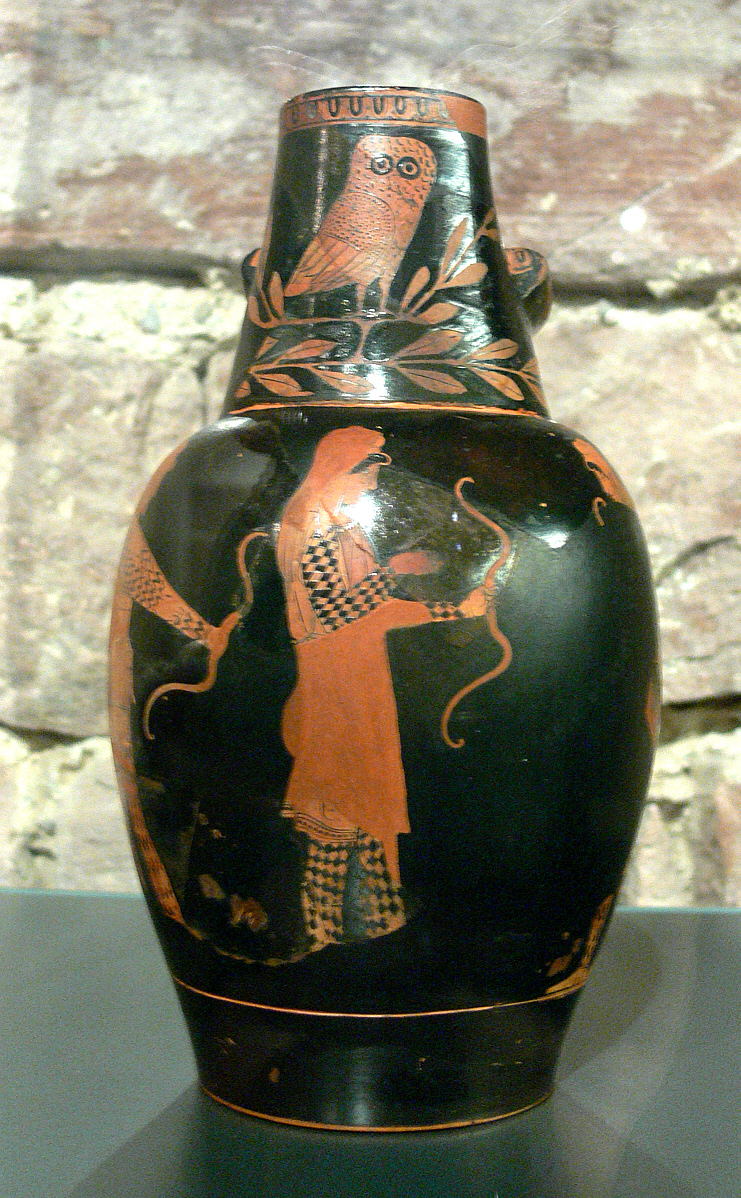
Namenvase, Oinochoe des Typs VII, des Mannheimer Malers: drei Amazonen mit ihren Bögen, auf dem Hals eine Eule, das Symboltier der Göttin Athene und damit der Stadt Athen.

Als Mannheimer Maler wird ein Vasenmaler des attisch-rotfigurigen Stils bezeichnet. Er wirkte etwa zwischen 460 und 440 v. Chr., in klassischer Zeit.
Der Mannheimer Maler erhielt seinen Notnamen durch den bedeutendsten Erforscher der attischen Vasenmalerei, John D. Beazley. Seine in Orvieto gefundene Namenvase befindet sich heute in den Reiss-Engelhorn-Museen in Mannheim (Inventarnummer 61). Es handelt sich wie bei allen erhaltenen Werken des Malers um eine Oinochoe, die, wie nahezu alle von ihm verzierten Gefäße, von dem von Adrienne Lezzi-Hafter als M-Töpfer benannten Keramiker gefertigt wurde. Das „M“ im Notnamen des Töpfers steht dabei für Mannheimer Maler. Bei den Oinochoen handelt es sich vor allem um Kannen des attischen Typus VII, die der M-Töpfer völlig neu interpretierte und der Mannheimer Maler in neuartiger Weise verzierte. Er zeigte eine große Breite an Themen, auch wenn die vergleichsweise kleine Vasenform nicht viel Raum bot. Neben wenigen Figuren sind florale Elemente in der Henkelzone von besonderer Bedeutung. Er zeigt Abschiedsszenen, etwa Kriegerabschiede, aber auch andere Kriegerszenen, Amazonen, Mänaden, Libationsszenen und einmal den persischen König mit der Königin und einer Dienerin. Bei seinen qualitativ hochwertigen Zeichnungen steht er in der Tradition des Polygnotos, den er mit seiner feinen Malweise aber noch übertrifft. Alle Werke wurden, so ihre Herkunft heute bekannt ist, in Italien, zumeist in etruskischen Gräbern, gefunden. Es sind heute etwa 15 bis 20 Vasen erhalten, die dem Maler, seiner Werkstatt oder seinem direkten Umfeld zugewiesen wurden. Der Mannheimer Maler war, wie wohl analog der M-Töpfer für den S-Töpfer, der Lehrer des noch bedeutenderen Schuwalow-Malers. Beide setzten die Werkstatttradition ihrer Vorgänger fort.